# Ludovica Molo
Pour les articles homonymes, voir Molo.
Ludovica Molo Könz, née en 1968, est une architecte et professeure universitaire suisse.

## Biographie
Diplômée en architecture à l'École polytechnique fédérale de Zurich, elle a été tutrice à l'École polytechnique fédérale de Lausanne et à l'Académie d'architecture de Mendrisio de l'Université de la Suisse italienne, ainsi que directrice de programme au SCI-Arc Vico Morcote. De 1998 à 2009, elle a été dirigeante de l'association Konz-Molo à Lugano. Les logements pour les étudiants de l'Accademia di Architettura de Mendrisio figurent parmi ses projets les plus connus.
Ludovica Molo est directrice de l'Institut international d'architecture I2a, qui se consacre à la recherche dans le domaine de l'architecture et du design urbain depuis 1983. Elle est partenaire de We Architects à Lugano, qu'elle a fondé en 2010 avec Felix Wettstein. Tous deux sont conjointement responsables de la matière Architecture et structure dans le cadre du Master of Arts en architecture de l'Université des arts appliqués et des sciences de Lucerne. Depuis 2009, Molo est également membre de la Stadtbildkomission de la ville de Berne.
Elle a édité The Other Modern Movement de Kenneth Frampton, a été invitée à la quatrième semaine internationale de l'architecture à Belgrade en 2009 et est membre du comité d'experts du prix européen de l'espace public urbain depuis 2016. 